# НауЛинукс
НауLinux — некоммерческий дистрибутив Linux, базируется на Scientific Linux Cyrillic Edition (SL).
Разработку и поддержку дистрибутивов НауLinux осуществляет ОАО ЛИНУКС ИНК. Начиная с версии 5.3 выпускается единый дистрибутив с десктопной и серверной функциональностью.

## Возможности НауЛинукс
НауЛинукс, как дистрибутив основанный на Scientific Linux, может использоваться для создания рабочей среды пользователя, разработчика, администратора. В состав дистрибутива входят компоненты для поддержки виртуализации Xen. В дистрибутив включён полный набор программных компонентов для организации серверной инфраструктуры как для внутренней сети, так и для Интернет. На его базе может быть создан файловый сервер и сервер печати, почтовый сервер, веб-сервер, сервер базы данных (MySQL, PostgreSQL) или метакаталога LDAP и др. В комплект входят компоненты для создания кластерной инфраструктуры различного назначения: вычислительных кластеров, кластеров высокой надёжности и кластеров с балансировкой нагрузки.

## НауЛинукс для школьного и студенческого образования
Разработан дистрибутив НауЛинукс для использования в школьном образовании. Комплект включает в себя дополнительные программные продукты для школы:
- различные графические оболочки (GNOME, KDE, IceWM);
- средства для работы с Интернет (браузеры, почтовые клиенты, клиенты для сервисов мгновенных сообщений и программы для организации видеоконференций);
- полноценные офисные пакеты, позволяющие работать с документами как в открытых форматах, так и в формате Microsoft Office;
- инструменты для просмотра и создания файлов в форматах PDF, DjVu и др;
- набор компонентов для сканирования и распознавания текстов gscan2pdf позволяет сохранять файлы в формате DjVu с возможностью поиска по распознанному тексту и в формате PDF.
- средства для просмотра и редактирования графических файлов в различных форматах;
- мультимедийные приложения (просмотр фильмов из файлов и с DVD-дисков, прослушивание музыки в разнообразных форматах, редактирование аудио-, видеофайлов, создание 3D анимации);
- большое количество образовательных программ для детей различного возраста (GCompris, Kdeedu);
- ряд программных сред для обучения программированию в рамках школьной программы (Free Pascal Compiler, свободный аналог Delphi — Lazarus и др.);
- предоставлена возможность эффективной работы на различных языках программирования (C/C++, Java, PHP, Perl, Python, Ruby, LISP и др.) с различными программными библиотеками и средами программирования (Eclipse, KDevelop, Anjuta, Emacs);
- мощные программные платформы, такие как Apache Tomcat, Geronimo Application Server, Zope, Plone.
- мощные математические пакеты, не уступающие по функциональности коммерческим аналогам — Maxima, Scilab, Octave;
- реализована интеграция комплекса с системой удаленного обучения Moodle, включенной в данный дистрибутив, и системой автоматизации школьной деятельности 1С:ХроноГраф. Возможно проведение импорта и синхронизации пользователей из данной системы с общей базой данных пользователей «Школьного сервера». Реализована возможность запускать систему 1С:ХроноГраф в НауЛинукс при помощи эмулятора Windows API — WINE. Включен набор программных пакетов, реализующий функциональность сервера ключей HASP, необходимого для функционирования 1С:ХроноГраф.

## Использование НауЛинукс в качестве школьного сервера
Для настройки и управления серверными компонентами в дистрибутив НауЛинукс включён ряд специальных программных средств:
- Расширенная система конфигураторов, запускаемых на этапе установки (firstboot) или уже в ходе работы системы, позволяющая задать структуру школы и набор преподаваемых предметов. Эта конфигурация передается затем другим компонентам комплекса «Школьный сервер»: школьному веб-порталу и системе администрирования ОфисМастер.
- Школьный веб-портал. Специализированная портальная среда, созданная на основе системы управления контентом Plone. Служит основным интерфейсом для конфигурирования ресурсов образовательного учреждения и может использоваться для построения веб-сайтов как для внешних Интернет-пользователей, так и для внутреннего Интранет-окружения. Система не требует наличия специальной квалификации для создания веб-ресурсов, позволяя работать с ними в привычных парадигмах «файлового менеджера» и «текстового процессора».
- Система администрирования Интернет/Интранет служб и контроля доступа ОфисМастер, которая позволяет:
  - манипулировать механизмами доступа в Интернет, включая Firewall и политики предоставления различных видов трафика разным группам пользователей;
  - вести работу с единой базой пользователей, используемой остальными сервисами;
  - манипулировать почтовыми списками рассылки и др.

## Национальная локализация
Кроме раскладок клавиатуры для работы на различных национальных языках народов РФ (башкирская, чувашская, калмыцкая, коми, марийская, осетинская, удмуртская, якутская) в дистрибутивы входят программные средства для ведения переводов на национальные языки Virtaal и Pootle, с поддержкой технологии Translation Memory.
Кроме перевода интерфейса KDE и OpenOffice.Org на татарский язык были добавлены русско-татарский и татарско-русский словари.
В рамках проекта «Внедрение абхазского языка в компьютерные технологии» в 2009 году разработан НауЛинукс Абхазия 5.3 с абхазской локализацией интерфейсов GNOME, OpenOffice.Org и Mozilla Firefox.